# Slaget vid Orford Ness
Slaget vid Orford Ness, vid engelska kusten i nordöstra delen av Engelska kanalen, utspelade sig 28 juli 1704 (svenska stilen) då en svensk konvoj eskorterad av linjeskeppet Öland under befäl av Gustaf Psilander mötte en engelsk eskader bestående av åtta linjeskepp samt en fregatt (totalt cirka 430 kanoner) under ledning av William Whetstone.
Striden började då Psilander vägrade att hala sin vimpel eller sänka sina märssegel, en hedersbetygelse till sjöss, för britterna. Ett tydligt direktiv från kung Karl XII föreskrev att den svenska stormaktens fartyg inte fick stryka segel eller stryka flagg för någon. Det var belagt med dödsstraff för befälhavare att utföra denna gest, som sågs som ett uttryck för underdånighet.
På grund av underlåtenheten att sänka vare sig märssegel eller vimpel sköt engelsmännen två skarpa varningsskott. Psilander skickade då sin 30-årige löjtnant Herman Schmidt i en roddslup till det engelska befälsfartyget. Enligt Psilander utspann sig följande samtal mellan löjtnant Schmidt och den engelske kaptenen Thomas Butler;
– Sen I intet Drottningens av England flagg?
– Jo, vi se den väl, men sen I icke Konungens av Sverige flagg?
– Jo, men varför avläggen I intet eder skyldighet till drottningen av England?
– Vad för skyldighet skall konungen av Sverige göra drottningen av England?
– I måste stryka edra märssegel.
– Därtill haver min kommendör inga order, ej heller lär han stryka.
– Well, så skall jag lära eder det nu strax!
Därefter öppnade engelsmännen eld mot svenskarna, Psilander svarade med samma mynt. Efter fyra timmars strid var det svenska skeppet satt ur manövrerbart skick, men Psilander vägrade att kapitulera. Istället hissade han flaggan i schau vilket betydde att den bands om så att den inte kunde blåsa fritt. Detta var den tidens sätt att informera andra om att fartyget befann sig i nöd. Eldgivningen avbröts, och det svenska fartyget togs i beslag, men den svenska äran och hedern var, enligt tidens synsätt, räddad. 
Förlusterna på svensk sida uppgick till 16 döda och 37 sårade och på engelsk sida till cirka 20 döda och 80 skadade. Efter slaget fängslades Psilander i England, men redan i februari 1705 var han tillbaka i Sverige. 

## Datumet för slaget
Här ovan anges datumet för slaget enligt den då rådande svenska kalendern. I England anges datumet till den 27 juli, enligt den julianska kalendern som gällde där. Större delen av Europa hade vid den här tiden gått över till den gregorianska kalendern (som vi använder idag), och enligt denna ägde slaget rum den 7 augusti.

## Målningar

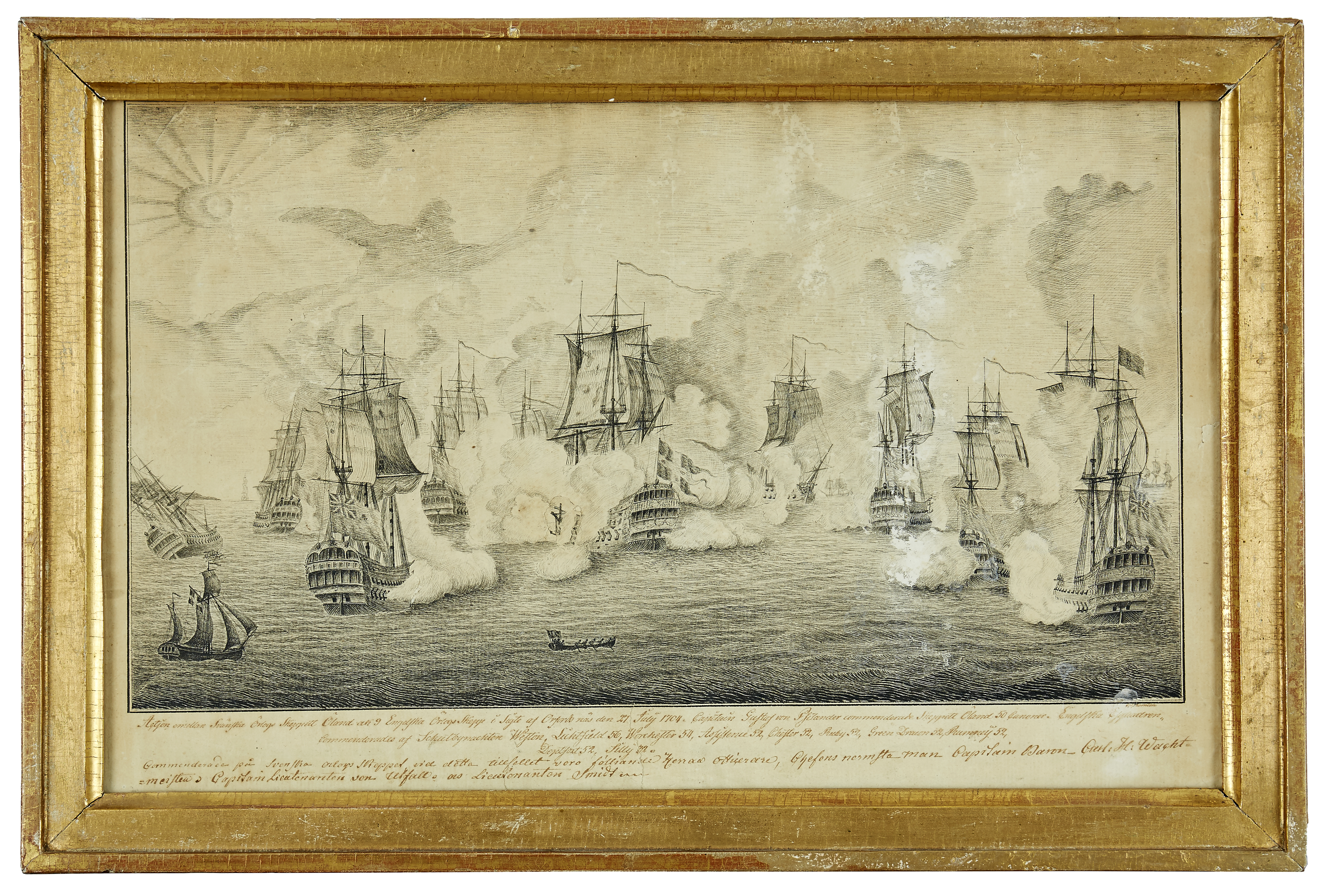
Öland i strid på målning från 1700-talet.
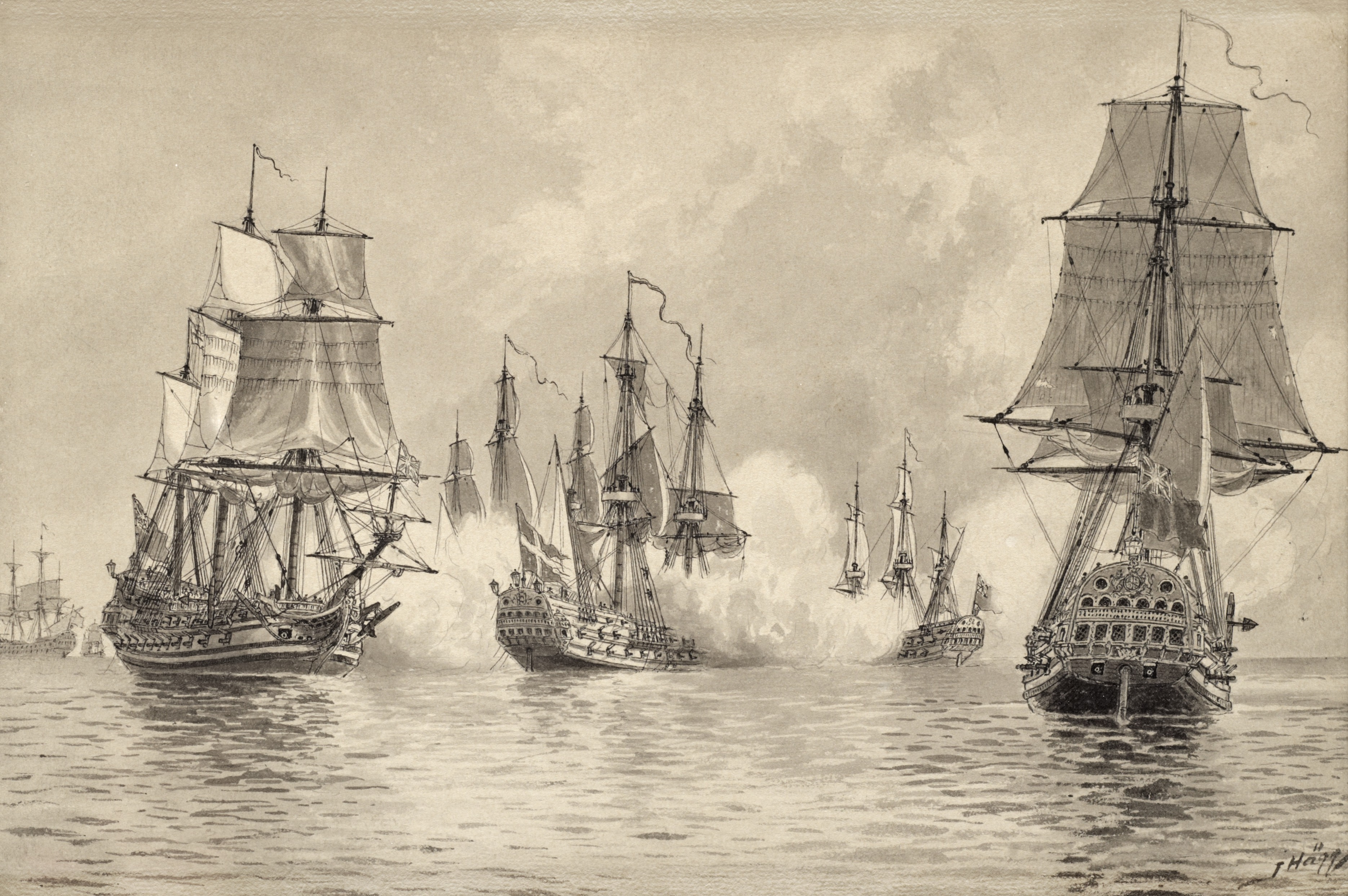
Illustration av slaget av Jacob Hägg
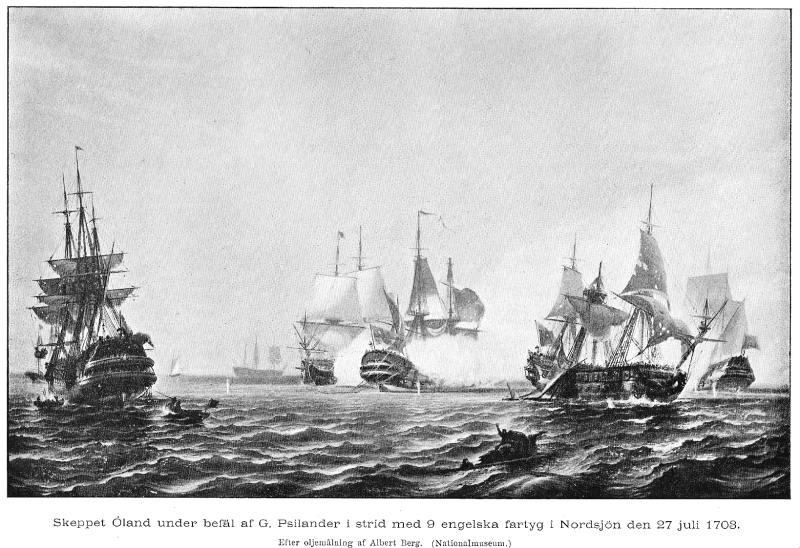